# Brasserie Millevertus
Vous pouvez aider à l'améliorer ou bien discuter des problèmes sur sa page de discussion.
- Il ne cite pas suffisamment ses sources. Vous pouvez indiquer les passages à sourcer avec {{référence nécessaire}} ou {{Référence souhaitée}}, et inclure les références utiles en les liant aux notes de bas de page. (Marqué depuis avril 2021)
- Il contient une ou plusieurs listes. Le texte gagnerait à être rédigé sous la forme d’un ou plusieurs paragraphes synthétiques, afin d’être plus agréable à lire. (Marqué depuis avril 2021)

- Archive Wikiwix
- Bing
- Cairn
- DuckDuckGo
- E. Universalis
- Gallica
- Google
- G. Books
- G. News
- G. Scholar
- Persée
- Qwant
- (zh) Baidu
- (ru) Yandex
- (wd) trouver des œuvres sur Wikidata

La Brasserie Millevertus est une brasserie artisanale belge située à Breuvanne dans la commune de Tintigny au sud de la province de Luxembourg.

## Histoire
En juin 2004, Daniel Lessire brasse sa première bière. N'ayant pas de formation dans le domaine brassicole, il compense par une passion et une volonté d'arriver à un résultat probant. En 2007, cette passion est récompensée par un Fourquet d’Argent pour la bière la Poivrote (anciennement l'Amarante) à Saint-Nicolas-de-Port en France. D'autres prix viendront s'ajouter plus tard. La brasserie s'installe à Breuvanne en 2011. 

## Bières
La brasserie artisanale produit actuellement quatorze bières.
- la Poivrote, une blonde aromatique aux poivres noirs titrant 7 % de volume d'alcool. Récompensée Fourquet d'argent en 2007 à Saint-Nicolas-de-Port en France.
- la Bella Mère, une blonde houblonnée titrant 6,5 % de volume d'alcool.
- la Blanchette, une blanche à la saveur naturellement citronnée titrant 5 % de volume d'alcool.
- la Douce Vertus, une brune maltée titrant 7 % de volume d'alcool désignée en mai 2012 Best Belgian Beer of Wallonia & Best local beer en 2018 dans sa catégorie.
- la Fumette, une ambrée composée de 6 malts et 4 houblons et titrant 6,5 % de volume d'alcool qui obtient en 2013 le Fourquet d’Argent à Saint-Nicolas-de-Port (France) ainsi que la médaille de bronze au Beer Awards Digital en Belgique.
- la Mac Vertus, une noire de type stout léger (porter) titrant 4,8 % de volume d'alcool.
- la Mère Vertus, une triple maltée composée de 5 malts et 5 houblons et titrant 9 % de volume d'alcool anciennement commercialisée sous le nom de Zanzi.
- la Petite Vertus, une rousse maltée titrant 4,7 % de volume d'alcool.
- la Safranaise, une blonde épicée au safran gaumais et titrant 7 % de volume d'alcool.
- la Vertus Ose, une blonde dorée à l'épeautre titrant 6 % de volume d'alcool.
- la 421, une blonde cuivrée titrant 4,5 % de volume d'alcool.
- l' IPA Pot'âme, une blonde IPA (India Pale Ale) avec une amertume rafraîchissante et un nez très aromatique sur les agrumes titrant 6 % de volume d'alcool.
- l' Augure, une ambrée au miel et aux épices du Moyen Âge titrant 7% de volume d'alcool. Prix 2018 Best local beer dans sa catégorie.
- la Papesse, une quadruple, brune puissante titrant 11 % de volume d'alcool. Récompensée Fourquet d'argent à Saint-Nicolas-de-Port (France) en 2015 dans sa catégorie.

La brasserie produit aussi des bières à façon ainsi que des bières à étiquettes.

## Visite
Plusieurs formules de visite commentée de la brasserie suivie d'une dégustation d'une demi-douzaine de bières sont organisées sur réservation.